# Oak Grove (Luizjana)
Oak Grove – miasto w Stanach Zjednoczonych, w stanie Luizjana, siedziba administracyjna parafii West Carroll.